# برونو ليوناردو غيلبر
برونو ليوناردو غيلبر (بالإسبانية: Bruno Gelber)‏ هو عازف بيانو أرجنتيني، ولد في 19 مارس 1941 في بوينس آيرس في الأرجنتين.

## وصلات خارجية
- برونو ليوناردو غيلبر على موقع ميوزك برينز (الإنجليزية)
- برونو ليوناردو غيلبر على موقع أول ميوزيك (الإنجليزية)
- برونو ليوناردو غيلبر على موقع ديسكوغز (الإنجليزية)